# Otto R. Croÿ
Otto R. Croÿ, auch Otto Croy (* 1. Januar 1902 in Prag; † 1977 in München), war ein tschechoslowakischer Autor, Fotograf, Journalist und Pionier der modernen Fototechnik.

## Leben
Otto R. Croÿ wurde am 1. Januar 1902 in Prag als Sohn eines Malers und Karikaturisten geboren. Nach seinem Studium der Physik und Chemie, das er als Dr. rer. nat. abschloss, war er Universitätsassistent und Lektor in Berlin. Sodann unternahm er Reisen als Bildjournalist. Nach 1945 war er Bildberichterstatter für die Zeitung der Österreichischen Radio-Verkehrs AG (RAVAG). Während dieser Zeit entstand seine bedeutende Fotoserie über die Nachkriegszeit in Wien. Das Historische Museum der Stadt Wien zeigte dazu 1993 die Sonderausstellung „Leben in der Asche. Photographien von Otto R. Croÿ 1945 bis 1948“. Croÿ war auch Chefredakteur von Fotozeitschriften. Als Pionier der modernen Fototechnik verfasste er eine Reihe von facheinschlägigen Publikationen. Er starb 1977 in München.

## Werke (Auswahl)
- Perfekte Fototechnik. Heering, Seebruck am Chiemsee 1973, ISBN 978-3-7763-1041-2.
- Smimanje iz blizine. Tehnička Knjiga, Beograd 1974.
- Praxis der Foto-Grafik. Heering, Seebruck am Chiemsee 1977, ISBN 978-3-7763-1132-7.
- Faustregeln für Farbfotos. Heering, Seebruck am Chiemsee 1977, ISBN 978-3-7763-4182-9.
- Vergrössern mit allen Finessen. Heering, Seebruck am Chiemsee 1975, ISBN 3-7763-1141-X.
- mit Josef Haslinger: Leben in der Asche. Trümmerjahre in Wien 1945–1948. Kremayr und Scheriau, Wien 1993, ISBN 978-3-218-00566-1.